# Marco Antonio Oneto Zúñiga
Marco Antonio Oneto Zúñiga   (Viña del Mar, 3 de juny de 1982) és un jugador d'handbol xilè. Es va formar a les categories inferiors del FC Barcelona però va marxar-ne en l'etapa juvenil. El seu equip de formació el va repescar del Logronyo en el mercat d'hivern de la temporada 2008-09.